# Mitsubishi Outlander
De Mitsubishi Outlander is een compacte SUV van de Japanse automobielfabrikant Mitsubishi.
De Mitsubishi Outlander werd in 2003 op de Noord-Amerikaanse markt geïntroduceerd. Op de Aziatische markt werd hij echter al sinds 2001 onder de naam Mitsubishi Airtrek verkocht.

## Generaties

### Eerste generatie (CU0W)
De eerste generatie van de Outlander werd van 2003 tot 2006 gebouwd. Hij was gebaseerd op het platform van de Mitsubishi Lancer, werd in samenwerking met Daimler ontwikkeld en het motorenprogramma lijkt op dat van de Mitsubishi Galant. De Outlander is een gemoderniseerde versie van de Japanse Airtrek, die voor de buitenlandse markten ontwikkeld werd.
De aandrijving van de Outlander vindt bij de basismotorisering (2,0l-viercilinder-Ottomotor, 100 kW/136 pk) naar keuze plaats op de voorwielen of op alle wielen. Alle andere modellen beschikken over permanente vierwielaandrijving. Alle Outlanders hebben een onafhankelijke wielophanging. De versie met de 2,4l-viercilinder-benzinemotor, 118 kW (160 pk) heeft als optie een viertrapsautomaat.
De 2,0l-turbomotor met 148 kW (201 pk) maakt gebruik van de techniek van de 8e generatie Mitsubishi Lancer Evolution. Het lagere vermogen is het gevolg van een andere turbolader en gewijzigde ECU-software. De aangepaste uitlaatgaswaardes zijn er de oorzaak van, dat de Outlander Turbo/Airtrek Turbo in Europa 201 pk, in plaats van zoals in Japan 240 pk had.
Karakteristiek voor de Outlander Turbo is de luchthapper op de motorkap, die als ontluchting voor de intercooler dient.

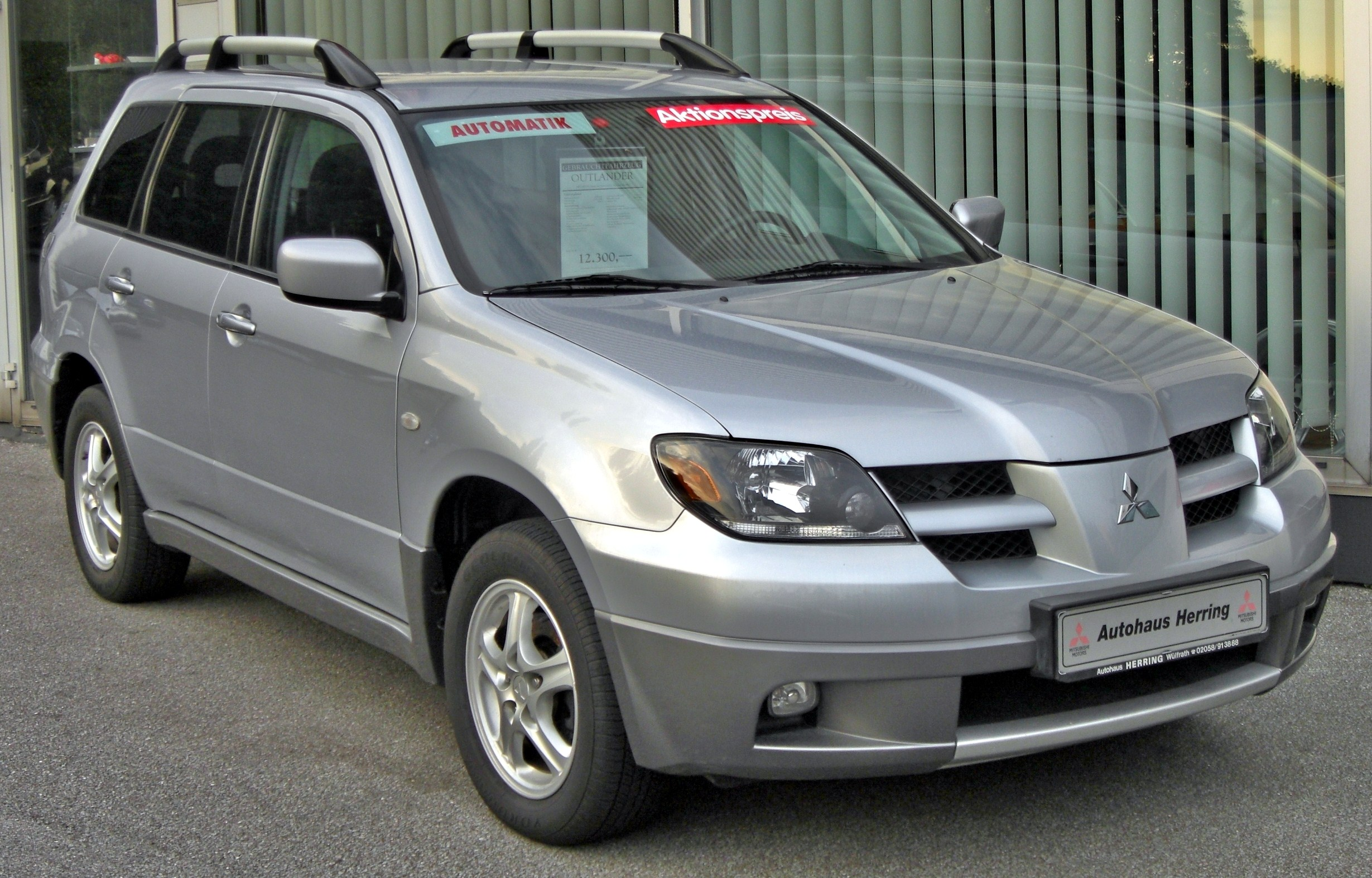
Vooraanzicht Outlander I
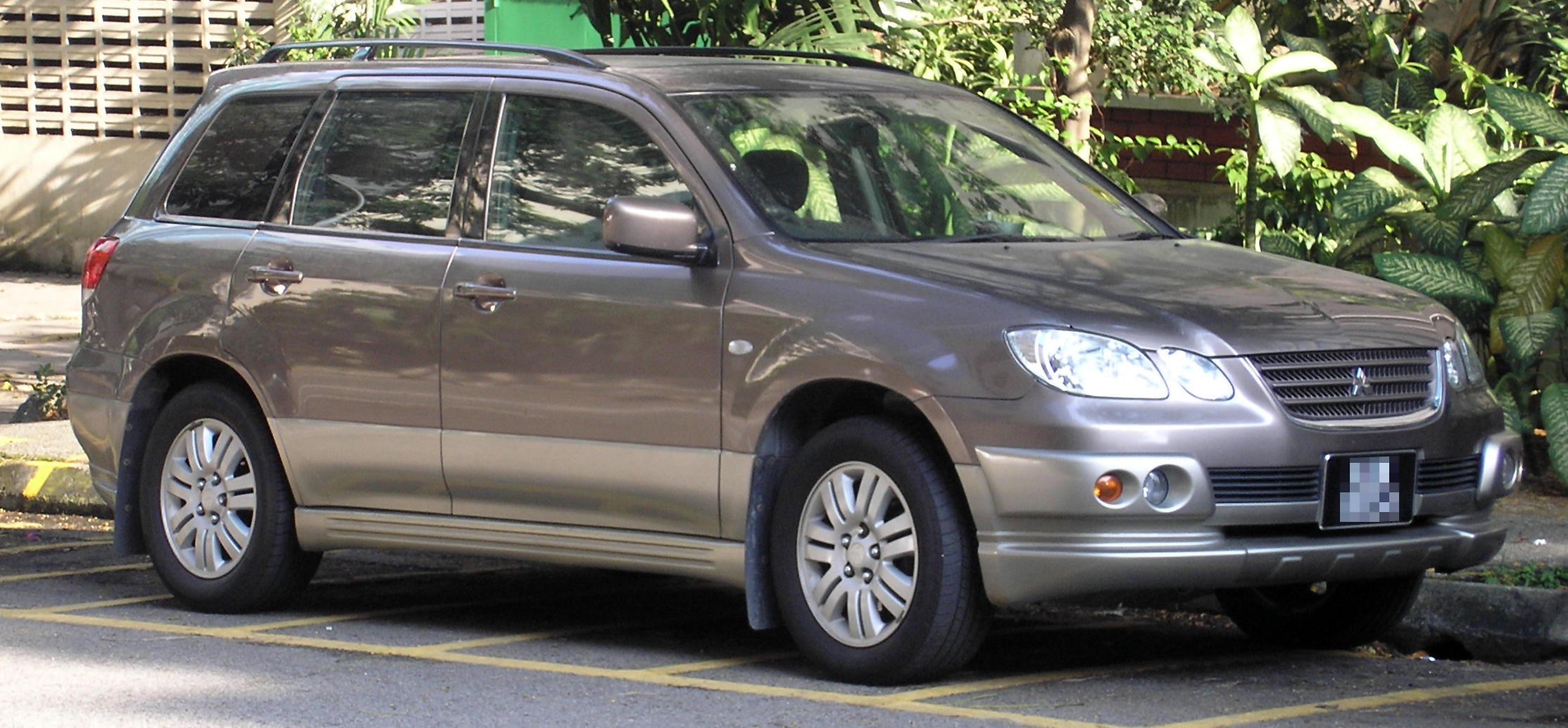
Airtrek als basis voor de Outlander
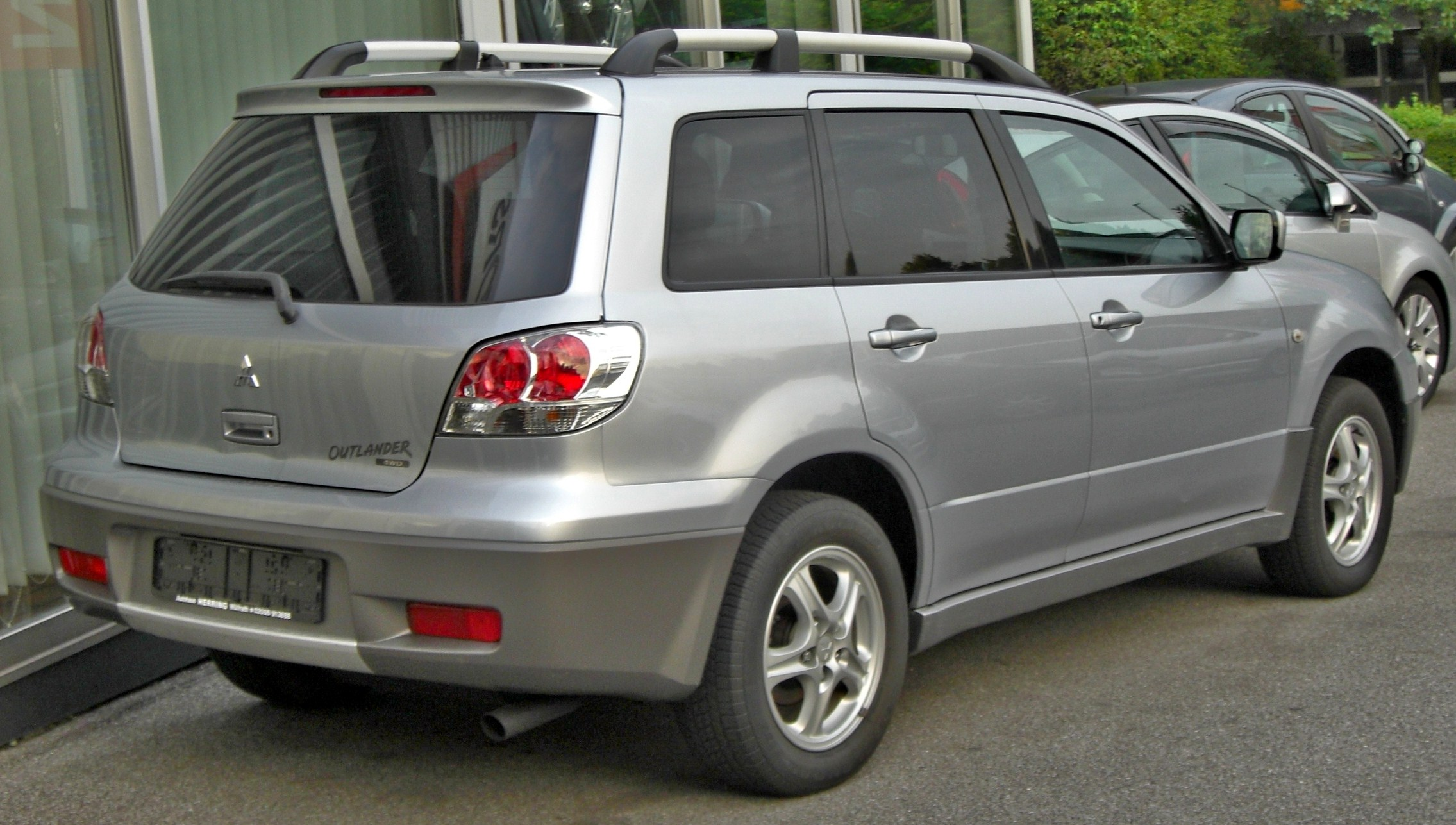
Achteraanzicht Outlander I
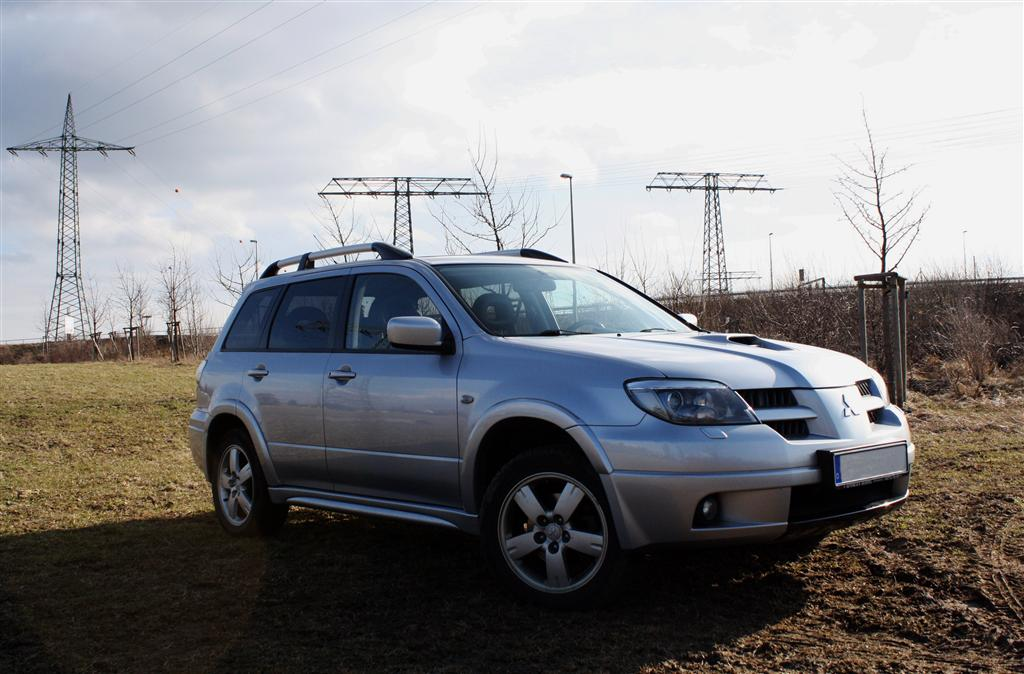
Outlander Turbo

### Tweede generatie (CW0W)

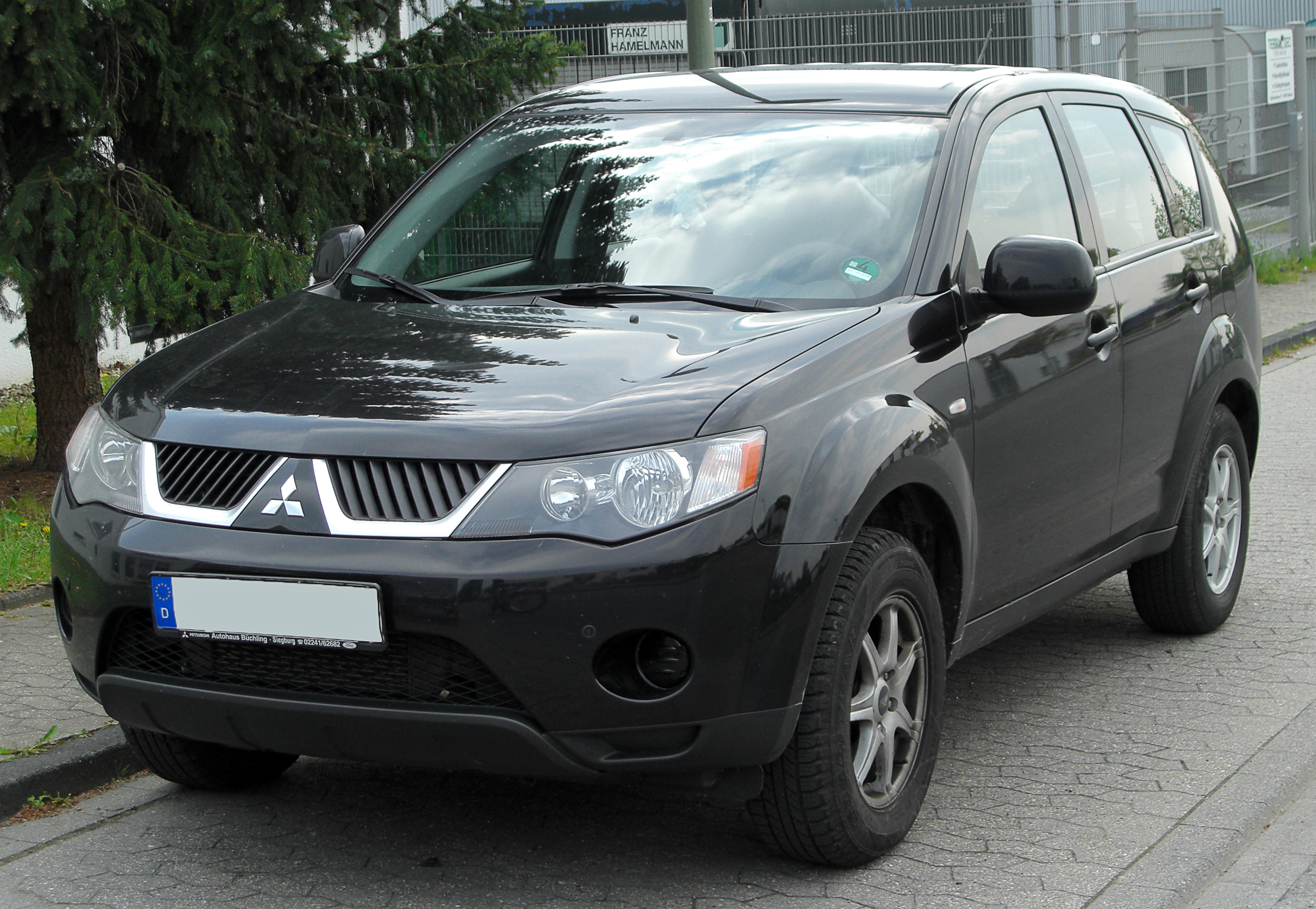
Mitsubishi Outlander II (2006–2010)

De tweede generatie Outlander werd in april 2006 op de New York International Auto Show gepresenteerd. Een bijzonderheid is de optionele CVT-versnellingsbak. De sinds februari 2007 op de markt zijnde Europese versie is voor het eerst ook met een dieselmotor leverbaar. Hiervoor wordt een 2,0 liter-dieselmotor gebruikt, die door Volkswagen toegeleverd wordt. Maar reeds op 17 januari 2007 werd besloten later een 2,2 liter grote common-rail-diesel van PSA in te zetten. Vanaf november 2007 zijn er daarom twee verschillende dieselmotoren – bij de eenvoudiger uitgeruste modellen de 2,0 liter van VW, bij de hoogwaardigere versies de 2,2 liter van PSA.

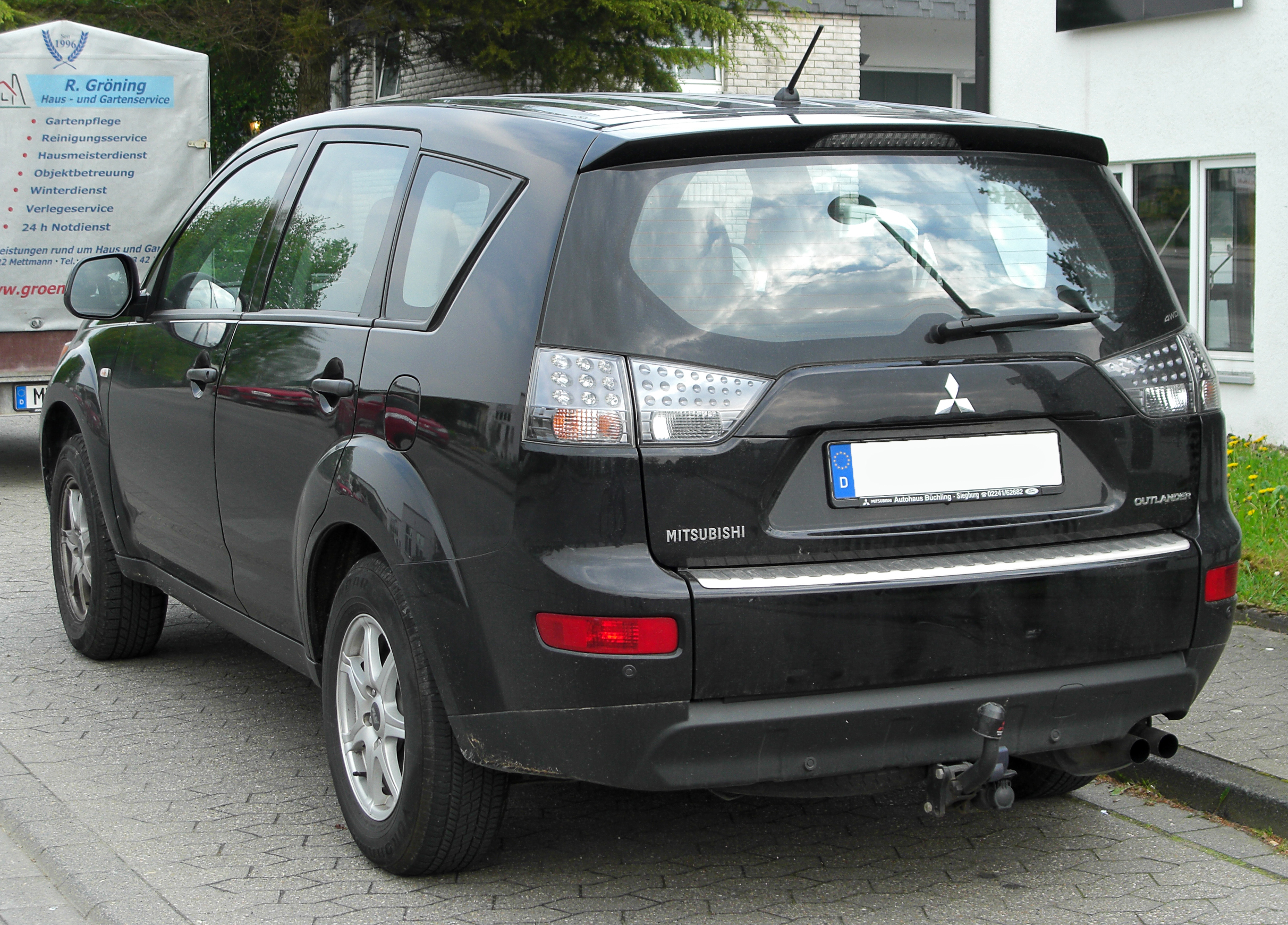
Achteraanzicht

Het gaat daarbij om dezelfde motor, zoals hij ook in de PSA-zustermodellen toegepast wordt, die met gewijzigde voortrein en een ander carrosseriedesign vanaf zomer 2007 als Peugeot 4007 en als Citroën C-Crosser verkocht worden. Tegelijkertijd werd het programma ook met een versie met een benzinemotor aangevuld, een in samenwerking met Daimler-Chrysler en Hyundai ontwikkelde 2,4l-viercilinder GEMA (zg. "wereldmotor"). Alleen deze benzine-uitvoering met 125 kW (170 pk) is, afhankelijk van het uitrustingsniveau, ook met een automaat leverbaar: een traploze CVT-overbrenging toegepast, die zes versnellingen simuleert. Verder wordt in de VS (2006), Rusland en Japan (2007) een 3,0l-V6-benzine-uitvoering met 162 kW (220 pk) en zestrapsautomaat aangeboden.
Op de Mondial de l'Automobile in Parijs van 2006 werd het Outlander-concept gepresenteerd, een op het seriemodel uit Japan gebaseerd showmodel. Op de Autosalon van Genève van 2007 bovendien een variant daarvan met een 3,0-liter-V6.

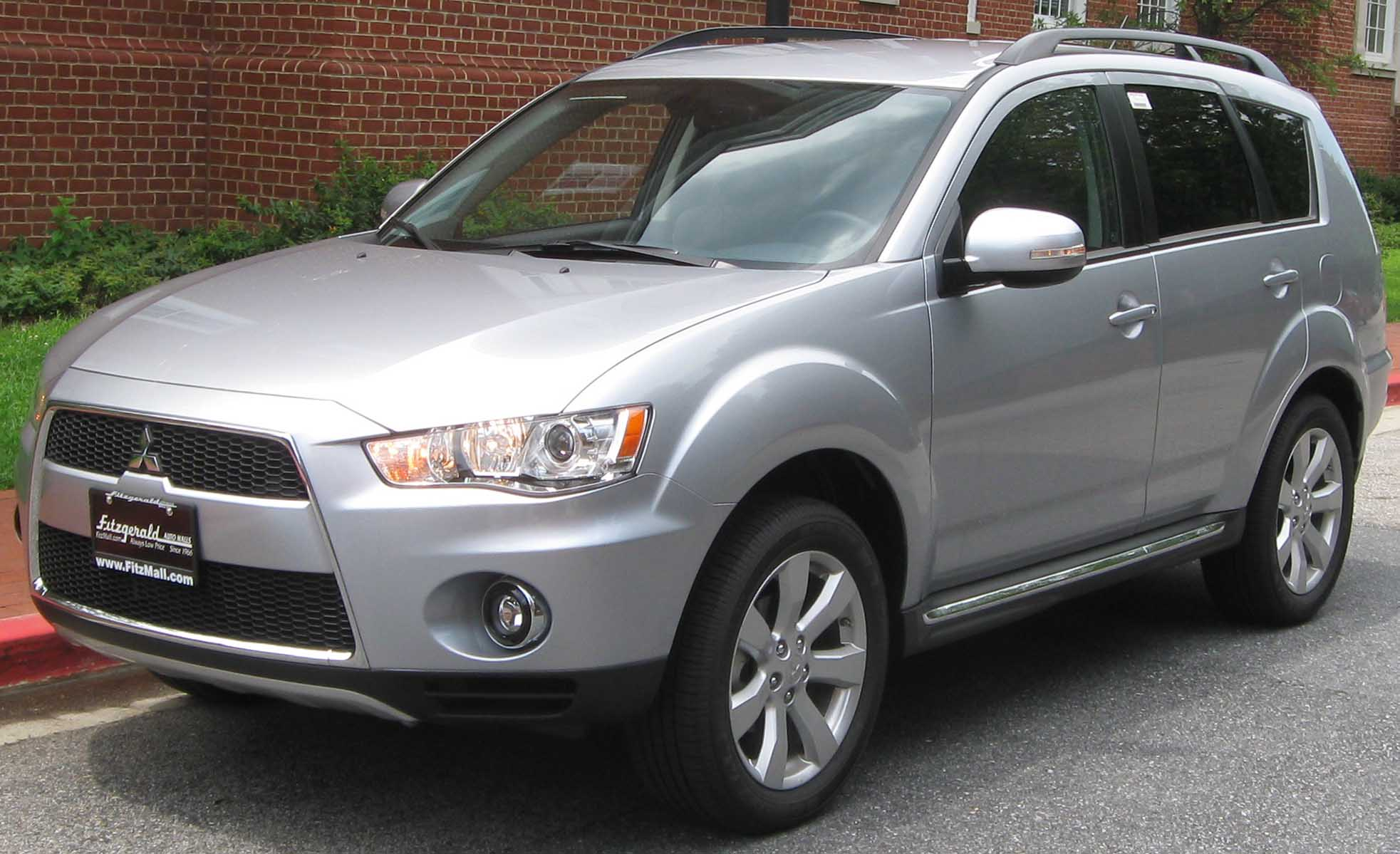
Mitsubishi Outlander (vanaf 2010)

In februari 2010 werd de nieuwe versie van de sinds drie jaar verkochte Mitsubishi Outlander op de Europese markt geïntroduceerd. De compacte SUV werd aangevuld met een opgewaardeerd uitrustingspakket, uitbreiding van het motorenpalet en de zogenaamde "Jetfighter"-grill. De achterzijde bleef op een verchroomde sierlijst boven de kentekenplaat na ongewijzigd.
Nieuw is voor de 115 kW (156 pk) sterke dieselvariant 2.2 DI-D een dubbelkoppelings-sport-versnellingsbak TC-SST, die ofwel als sequentiële handbak of als volautomaat werkt. Het systeem beschikt eveneens over een hill-hold-control.
De Mitsubishi Outlander werd verder aangevuld met een voorwielaangedreven instapvariant 2.0 2WD met variabele MIVEC-klepbediening. De 2,0l-benzinemotor heeft een vermogen van 108 kW (147 pk). Sinds de vernieuwing wordt de Outlander voor de Europese markt door Mitsubishi-dochter Netherlands Car B.V. (NedCar) in Born geproduceerd, waar ook andere Mitsubishi-modellen en de Volvo S40/V40 van de band liepen.
Tevens biedt de nieuwe generatie van de Mitsubishi Outlander ruimte aan vijf personen door zijn lengte van 4,5 meter en breedte van 1,80 meter. Andere uitrustingsvarianten van de Mitsubushi Outlander zijn momenteel de: ‘’inform’’, ‘’invite’’, ‘’intense’’ en ‘’instyle’’. Ook is de Mitsubishi Outlander beschikbaar in een hybride type. Deze is momenteel nog in productie maar komt dit jaar op de markt in Europa.
Typenummers: CW5W voor de 2,4l-motor, CW6W voor de 3,0l-motor.

### Derde generatie

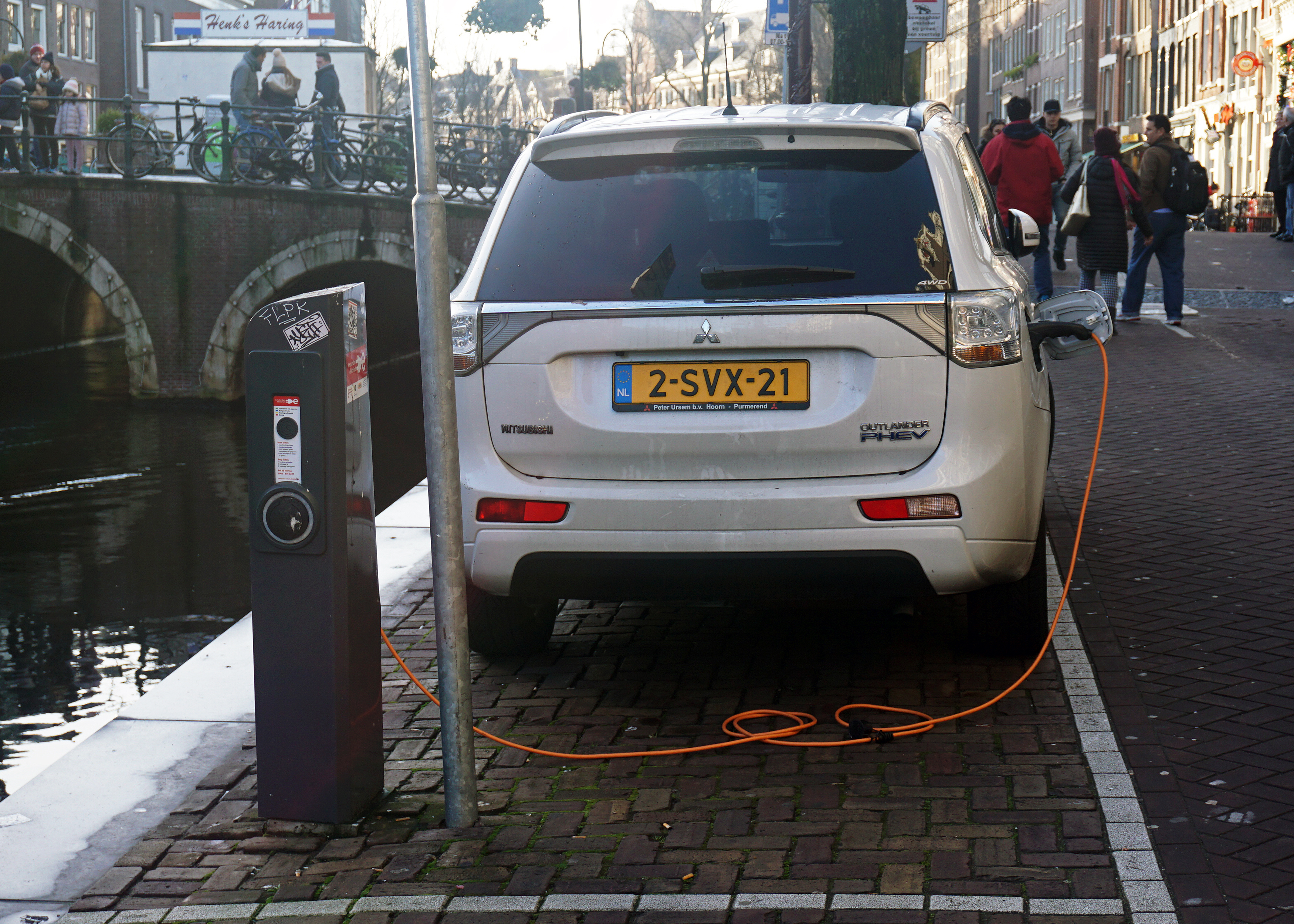
Mitsubishi Outlander PHEV

De derde generatie omvat de vooral in Nederland populaire Mitsubishi Outlander PHEV.
Huidige modellen:
380 ·
Adventure ·
ASX ·
Challenger/Pajero Sport ·
Colt ·
Delica ·
Eclipse ·
eK ·
Endeavor ·
Freeca ·
Galant ·
Grandis ·
i ·
Jolie ·
Kuda ·
L200 ·
Lancer ·
Lancer Evo ·
Maven ·
Minica ·
Nativa ·
Outlander ·
Pajero ·
Pajero iO ·
Pajero Mini ·
Pajero Pinin ·
Raider ·
Space Gear ·
Strada ·
Town Box ·
Triton ·
Zinger
Historische modellen:
360 ·
3000GT ·
500 ·
Airtrek ·
Aspire ·
Carisma ·
Chariot ·
Cordia ·
Debonair ·
Diamante ·
Dignity ·
Dingo ·
Dion ·
Emeraude ·
Eterna ·
Expo ·
Forte ·
FTO ·
Galant GTO ·
Galant VR-4 ·
Jeep CJ-3B ·
Galant Lambda ·
GTO ·
Lancer 1600 GSR ·
Legnum ·
Libero ·
L200 ·
Magna ·
Mirage ·
Model A ·
Nimbus ·
Pajero Junior ·
Pistachio ·
Proudia ·
RVR ·
Sapporo ·
Sigma ·
Space Runner ·
Space Wagon ·
Space Star ·
Starion ·
Toppo ·
Tredia ·
Verada
Conceptauto's:
Concept CT MIEV ·
Concept D-5 ·
Concept EZ MIEV ·
Lancer Evolution ·
HSR ·
i ·
SE-RO ·
SST ·
Tarmac